# László Fábián
László Fábián   (Budapest, 10 de juliol de 1936 - Budapest, 10 d'agost de 2018) fou un piragüista en aigües tranquil·les hongarès que va competir durant les dècades de 1950 i 1960.
El 1956 va prendre part en els Jocs Olímpics d'Estiu de Melbourne, on guanyà la medalla d'or en la prova del K-2, 10.000 metres del programa de piragüisme. Formà parella amb János Urányi.
En el seu palmarès també destaquen cinc medalles, quatre d'or i una de plata, al Campionat del Món de piragüisme en aigües tranquil·les, entre les edicions de 1958 i 1966. Al Campionat d'Europa guanyà onze medalles, cinc d'or, tres de plata i tres de bronze, entre les edicions de 1957 i 1969.
Una vegada retirat, el 1969, passà a exercir d'entrenador. Es casà amb la també piragüista Katalin Sági-Rozsnyói.